# Strada statale 42 dir/A del Passo del Mortirolo
La strada statale 42 dir/A del Passo del Mortirolo (SS 42 dir/A) è una strada statale italiana.

## Percorso
La strada statale 42 dir/A ha inizio dalla SS 42 presso Monno. Dopo aver valicato il passo del Mortirolo, scende verso la Valtellina, terminando sulla SP 27 presso Grosio.
La strada ha una lunghezza di 26,600 km ed è interamente gestita dal compartimento di Milano dell'ANAS.